# 兇手正在看著你
《兇手正在看著你》(英語：The Watcher)是一部2000年的美國驚悚片，由喬·查班尼克執導，詹姆斯·史派德、瑪麗莎·托梅和基努·里维斯主演。影片設定在芝加哥，講述了一位退休的联邦调查局探員被一名連環殺手跟蹤和挑釁的故事。

## 劇情
在洛杉磯，联邦调查局特別探員喬爾·坎貝爾因未能阻止連環殺手大衛·艾倫·格里芬而深感內疚，辭職後搬到芝加哥，並接受心理治療。當他發現一名住在同棟公寓的女子被謀殺，且凶手在事前寄來受害者的照片時，坎貝爾意識到格里芬已追蹤他到芝加哥。
格里芬開始與坎貝爾進行心理遊戲，預告謀殺受害者並給予期限。坎貝爾在FBI的協助下努力解救受害者，但連續失敗。格里芬最終將目標轉向坎貝爾的心理醫生貝爾曼，並將坎貝爾引誘到一個倉庫。坎貝爾設法反擊，用筆刺傷格里芬並將其擊倒，成功救出貝爾曼。倉庫隨後爆炸，格里芬喪命。

## 演員

### 主要演員
- 占士·史碧達 飾联邦调查局特別探員喬爾·坎貝爾[5]
- 瑪麗莎·托梅 飾 波莉·貝爾曼醫生
- 基努·里维斯 飾 大衛·艾倫·格里芬
- 厄尼·哈德森 飾联邦调查局特別探員主管邁克·艾比
- 克里斯·艾里斯 飾 警探霍利斯·馬奇

### 联邦调查局
- 羅伯特·奇奇尼 飾特別探員米奇·卡斯帕
- 珍妮·麥克沙恩 飾特別探員戴安娜
- 吉娜·亞歷山大 飾特別探員莎倫
- 安德魯·羅森堡 飾特別探員傑克·弗雷
- 大衛·帕斯奎西 飾特別探員諾頓
- 邁克爾·圭多 飾特別探員門德爾
- 明迪·貝爾 飾 監督探員
- 吉米·斯塔 飾特別探員
- 吉米·斯塔 飾特別探員

### 其他演員
- 伊冯·尼阿米 飾 麗莎·瑪麗·安東
- 雷貝卡·路易絲·史密斯 飾 第三位芝加哥受害者艾莉·巴克納
- 吉莉安·彼得森 飾 第四位芝加哥受害者潔西卡
- 米歇爾·迪馬索 飾 潔西卡的母親瑞秋
- 約瑟夫·西科拉 飾 溜冰者

## 製作背景
音樂錄影帶導演喬·夏巴尼奇構想了一個低預算的驚悚片，講述FBI探員與連環殺手之間的貓捉老鼠遊戲。夏巴尼奇與合作編寫了初步劇本，當時的片名是《Macon》，然後將項目交給製片人克里斯多福·埃博茨，並由Intermedia公司收購，計劃將其改編為更具動作感的電影。為了確保真實性，夏巴尼奇與實際的联邦调查局和芝加哥警察局合作，獲得了技術細節方面的意見，並獲得了在片中展示其組織的許可。原劇本中，主角Campbell是坐在輪椅上的，但在《人骨拼图》上映後，這一特徵被刪除了。

### 選角
夏巴尼奇與基努·里维斯是朋友，他曾執導里维斯的樂隊Dogstar的多部音樂錄影帶，並堅持讓里维斯飾演殺手David Allen Griffin，因為他有興趣看里维斯反串演反派。里维斯表示，他對劇本並不感興趣，但因為夏巴尼奇偽造了他的簽名，他被迫出演這部電影。里维斯選擇出演而不是捲入漫長的法律糾紛。他以工會標準薪資出演，而占士·史碧達和瑪麗莎·托梅則各自獲得100萬美元的酬勞。
在環球影業收購了該片的國內發行權後，環球與里维斯達成協議，他在影片美國上映後的12個月內不得披露所發生的事情，作為交換，環球同意在市場宣傳中淡化里维斯的參與，並要求製片人提高里维斯的利潤分成（最終里维斯額外獲得了200萬美元）。他對於原本只是一個小角色變成了主角，卻仍按工會標準薪資支付的情況感到不滿。該片最初名為《Driven》，但因為有同名電影的推出而改名為《The Watcher》，拍攝於1999年10月至12月期間在芝加哥和奧克帕克鎮區進行。
這部電影採用了1996年的熱門歌曲《6 Underground》，由Sneaker Pimps演唱。

## 影評反響
該片獲得了影評人的差評。在爛番茄上，根據92篇評論，該片的得分為11%，平均評分為3.5/10。Metacritic網站使用加權平均分數，根據29位影評人的評分，給該片打出了22分（滿分100分），表示“普遍不受好評”。影院评分對觀眾進行調查，觀眾給該片的平均評分為“C-”，評分範圍從A+到F。基努·里维斯因其表演獲得了金酸莓獎最差男配角提名，但最終輸給了巴里·佩珀在《星际旅行IV：抢救未来》中所扮演的角色。

### 票房表現
該片在北美票房首週末收入為9,062,295美元，並位居票房榜首。2000年9月15日至17日的那個週末是自1980年代以來最糟糕的票房週末之一。次週票房收入下降了36%，但仍然保持在票房榜首。該片的北美總票房為28,946,615美元。對於國內發行商環球影業來說，這部電影是有利可圖的。

## 外部連結
- 互联网电影数据库（IMDb）上《兇手正在看著你》的资料（英文）
- 爛番茄上《兇手正在看著你》的資料（英文）